# Timber Lake
La ville de Timber Lake est le siège du comté de Dewey, situé dans le Dakota du Sud, aux États-Unis. La municipalité comptait 443 habitants au recensement de 2010. Elle s'étend sur 0,41 mille carré (1,06 km2).
Fondée vers 1910, la localité se situe ironiquement à côté d'un lac qui n'est pas bordé d'arbres (« timber » signifie « bois » en anglais).

## Démographie
| 1920 | 1930 | 1940 | 1950 | 1960 | 1970 | 1980 |
| ---- | ---- | ---- | ---- | ---- | ---- | ---- |
| 555  | 572  | 512  | 552  | 624  | 625  | 660  |

| 1990 | 2000 | 2010 | - | - | - | - |
| ---- | ---- | ---- | - | - | - | - |
| 517  | 443  | 443  | - | - | - | - |